# Periandra mediterranea
Periandra mediterranea är en ärtväxtart som först beskrevs av Vell., och fick sitt nu gällande namn av Paul Hermann Wilhelm Taubert. Periandra mediterranea ingår i släktet Periandra och familjen ärtväxter. IUCN kategoriserar arten globalt som livskraftig.

## Underarter
Arten delas in i följande underarter:
- P. m. linearifoliolata
- P. m. mediterranea
- P. m. microphylla
- P. m. mucronata

## Bildgalleri

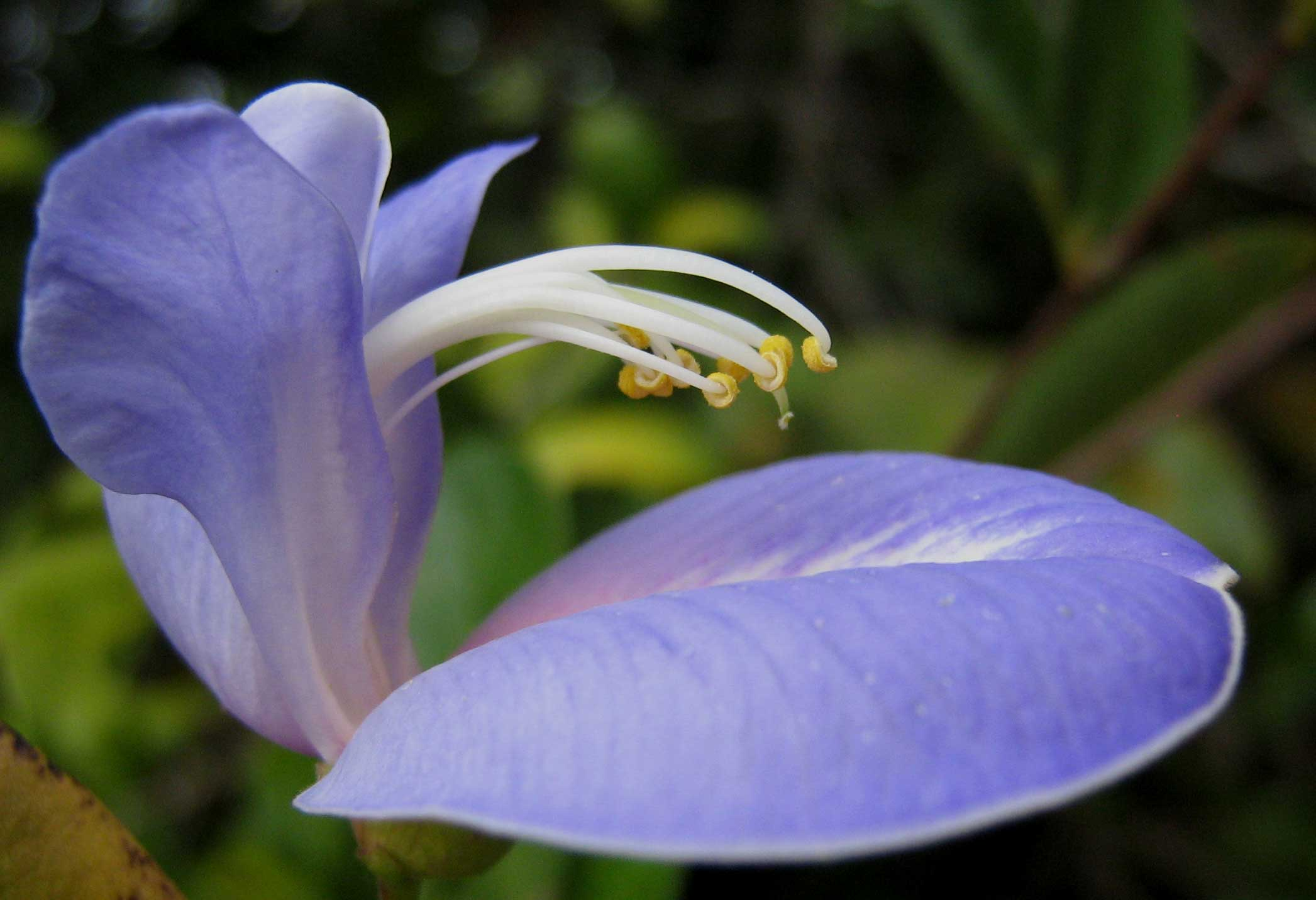
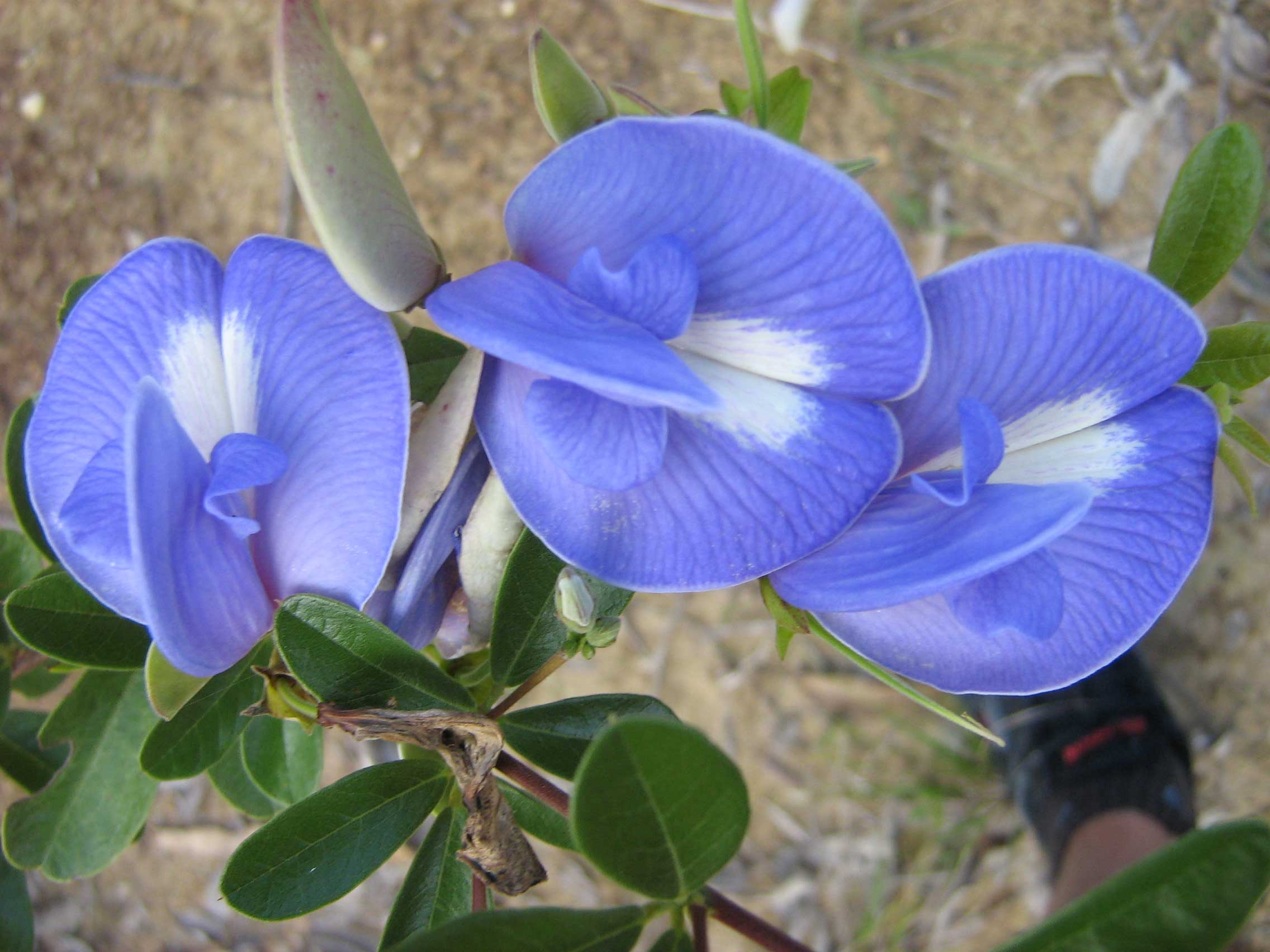
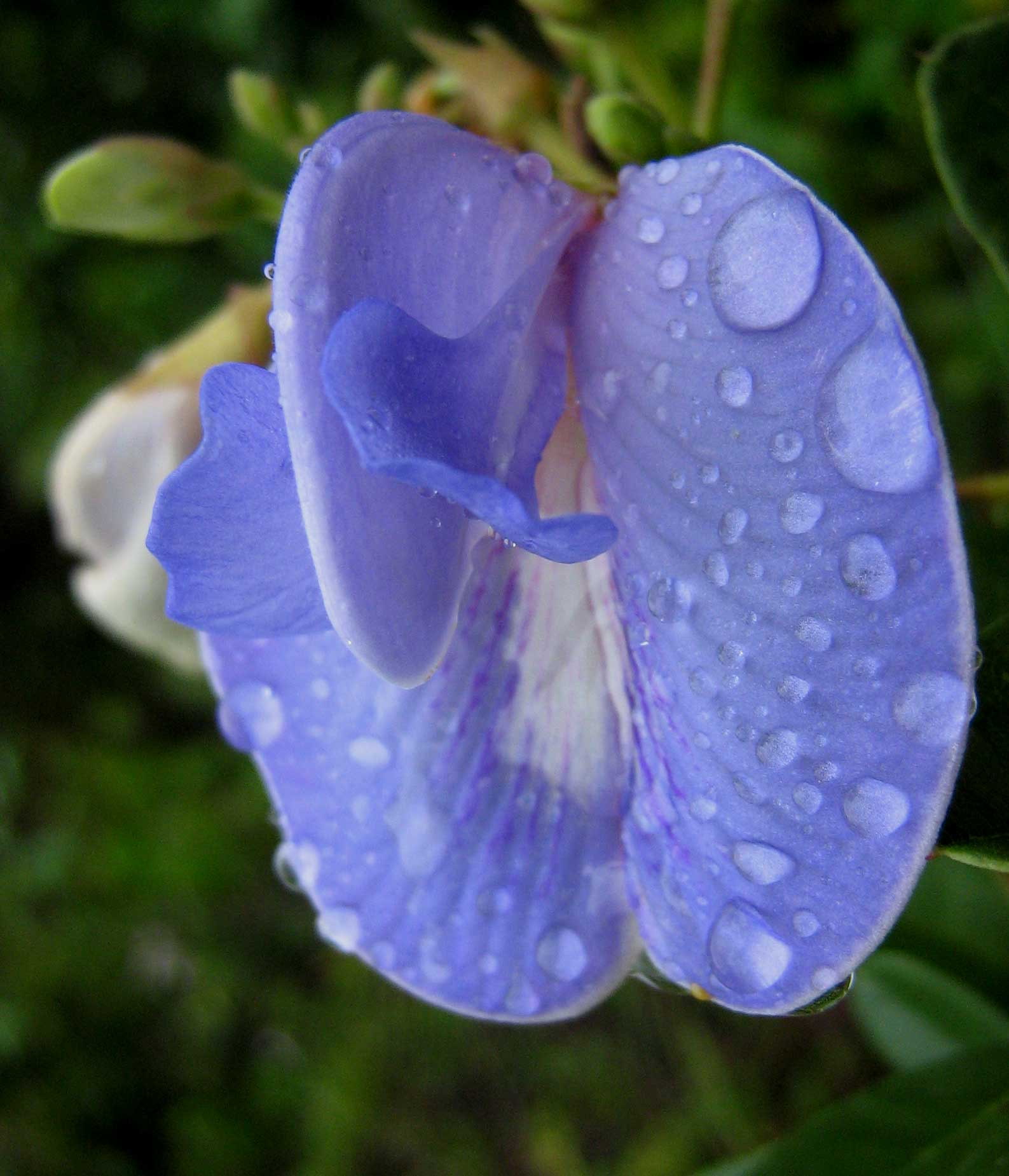